# Großer Preis der USA 1964
Der Große Preis der USA 1964 (offiziell VII United States Grand Prix) fand am 4. Oktober auf dem Watkins Glen International in Watkins Glen statt und war das neunte Rennen der Automobil-Weltmeisterschaft 1964.

## Berichte

### Hintergrund

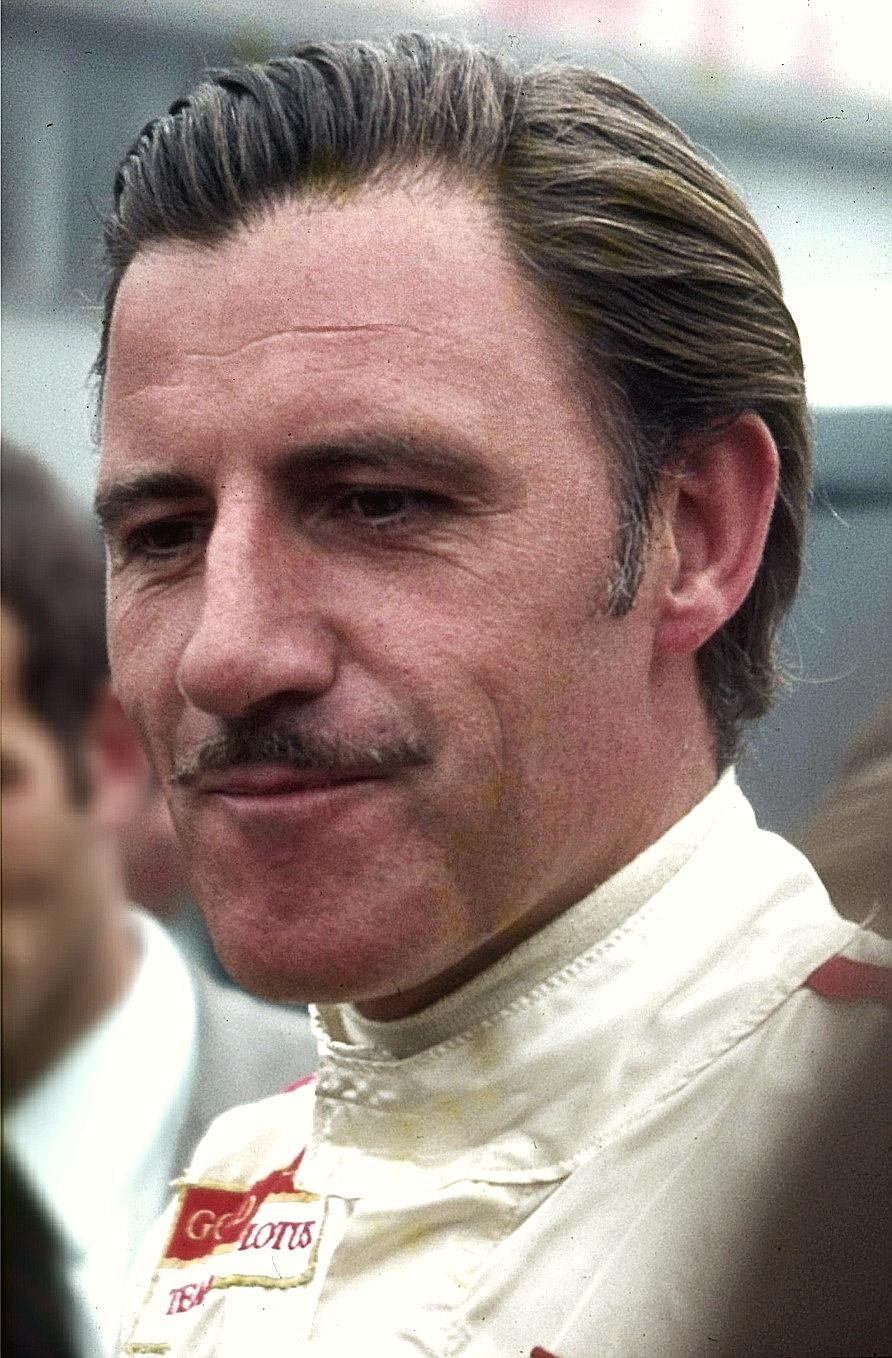
Graham Hill gewann zum zweiten Mal in Folge den Großen Preis der USA

Da bereits einige Teams mit Kundenfahrzeugen vorzeitig die Saison beendet hatten, wurde das Fahrerfeld mit Fahrern aufgefüllt, die bislang noch kein Saisonrennen bestritten hatten. Bei Lotus war Walt Hansgen als dritter Fahrer neben den Stammfahrern Jim Clark und Mike Spence gemeldet. Für Hansgen war es nach dem Großen Preis der USA 1961 das zweite und letzte Rennen im Rahmen der Automobil-Weltmeisterschaft. Er und Spence fuhren den neuen Lotus 33, Clark hingegen bevorzugte weiterhin das Vorgängermodell Lotus 25. Für B.R.M. sollte ursprünglich A.J. Foyt als dritter Fahrer am Rennen teilnehmen, er zog die Meldung aber zurück. Bei Cooper Car Company kehrte Phil Hill zurück, nachdem er beim Großen Preis von Italien 1964 durch John Love ersetzt worden war. Phil Hill beendete die Saison bei Cooper und zog sich anschließend aus der Automobil-Weltmeisterschaft zurück. Ronnie Bucknum fuhr zum dritten Mal 1964 für Honda. Das Team beendete die Saison nach dem Großen Preis der USA vorzeitig. Bei den Teams mit Kundenfahrzeugen setzte das Rob Walker Racing Team erstmals drei Fahrzeuge bei einem Rennen ein, neben Joakim Bonnier und Joseph Siffert pilotierte Hap Sharp einen dritten Brabham.
Wegen Streitigkeiten zwischen Enzo Ferrari und dem italienischen nationalen Automobil Club wurde Ferrari als amerikanisches North American Racing Team gemeldet und die Fahrzeuge waren in den Nationalfarben der USA lackiert. Für John Surtees waren ein Ferrari 158, ein Ferrari 1512 und ein Ferrari 156 gemeldet; wie gewöhnlich fuhr Surtees den Ferrari 158 im Training und im Rennen. Sein Teamkollege Lorenzo Bandini pilotierte den Ferrari 1512. Für das Fahrzeug war es der erste Renneinsatz in der Automobil-Weltmeisterschaft.
Mit Bruce McLaren, Innes Ireland, Clark und Graham Hill nahmen vier ehemalige Sieger am Rennen teil. Bei den Konstrukteuren waren zuvor B.R.M. und Cooper jeweils einmal und Lotus dreimal erfolgreich. In der Fahrerwertung führte Graham Hill vor Clark, Surtees und Ginther. Nur diese vier Fahrer hatten noch theoretische Chancen Weltmeister zu werden. In der Konstrukteurswertung lag Ferrari vor B.R.M. und Lotus, neben diesen drei Konstrukteuren hatte auch Brabham noch theoretische Chancen auf den Titel.

### Training
Auf der neu asphaltierten Strecke gingen in der ersten Trainingssitzung alle Fahrer auf die Strecke. Die besten Rundenzeiten aus dem Vorjahr wurden durch den erneuerten Streckenbelag und die verbesserten Fahrzeuge schnell erreicht, Surtees war mit einer Zeit von 1:14,6 der schnellste Fahrer vor Graham Hill und Bandini. Daraufhin fuhr McLaren die schnellste Rennrunde, wurde aber wenige Zeit später wieder von Surtees unterboten. Danach verbesserten die meisten Fahrer ihre Zeiten nicht weiter, mit Ausnahme von Clark, der mit 1:13,2 Minuten eine neue Bestzeit fuhr. McLarens Teamkollege Phil Hill hatte in der ersten Trainingssitzung technische Probleme, ebenso wie Taylor, Amon, Hailwood und Bandini. Die B.R.M. waren nicht konkurrenzfähig, ihnen fehlte im Durchschnitt mehr als eine Sekunde auf die Konkurrenz von Lotus, Cooper und Ferrari. Honda nutzte das Training, um noch vorhandene Probleme zu erkennen und zu beseitigen und Bucknum lag nach mehreren kleineren Verbesserungen und Arbeiten am Wagen im Mittelfeld.
Die zweite Trainingssitzung fand am Samstag statt, als sich das Wetter im Vergleich zum Vortag verbessert hatte. Die Sonne schien, es wurde wärmer und weniger windig als noch am Freitag. Die Motorenprobleme an Phil Hills Cooper waren weiterhin nicht behoben, sodass er seine Zeiten auch in der zweiten Trainingssitzung nicht verbessern konnte. B.R.M. hatte die Wagen von Graham Hill und Richie Ginther modifiziert, was beiden Fahrern eine Zeitverbesserung von einer halben Sekunde einbrachte. Aber auch bei Lotus gab es schnellere Rundenzeiten, Clark fuhr konstant unter 1:13,0 Minuten und setzte mit 1:12,66 Minuten eine neue Bestzeit, an die Surtees knapp herankam. Dahinter lagen Gurney und Graham Hill. Bucknum beschädigte unterdessen durch einen Aufhängungsbruch die Front seines Honda. Für ihn war das Training beendet, da die benötigten Ersatzteile erst beschafft und zur Rennstrecke geliefert werden mussten.
Clark erreichte zum vierten Mal in der Saison die Pole-Position, nachdem er zuletzt beim Großen Preis von Großbritannien vom ersten Startplatz aus ins Rennen ging. Surtees wurde Zweiter vor Gurney und Graham Hill, McLaren qualifizierte sich auf Rang fünf. Damit gab es auf den ersten fünf Startplätzen fünf verschiedene Konstrukteure. Mit Spence, Brabham und Bandini folgten die jeweiligen Teamkollegen der ersten drei in der Startaufstellung. Bonnier war auf Rang neun der beste Fahrer mit Kundenfahrzeug, Ireland wurde Zehnter.

### Rennen
Am Rennsonntag verbesserte sich das Wetter weiter, es war sonnig und sehr warm. Vor dem Rennen hielten Honda und Cooper eine weitere Trainingssitzung ab, um ihre über Nacht reparierten Fahrzeuge zu testen. Dies hatte aber keinen Einfluss auf die Startaufstellung, da die gefahrenen Rundenzeiten nicht zählten. Nach einer Einführungsrunde stellten sich die Wagen in Startreihenfolge hinter dem Start auf und rollten dann nach vorn, bevor mit dem Schwenken der Flagge das Rennen freigegeben wurde. Surtees und Spence gewannen den Start und führten vor Clark, Graham Hill und Brabham. Dahinter bekämpften sich Ireland, Gurney, McLaren und Bonnier im Mittelfeld. In den ersten Runden gab es an der Spitze keine Positionsveränderungen, dahinter verbesserte sich Gurney auf den fünften Platz, nachdem er Ireland und Brabham überholt hatte. Ireland schied zu diesem Zeitpunkt wegen eines abgebrochenen Schalthebels aus. Die Reparaturen an Phil Hills Fahrzeug zeigten keine Wirkung, für ihn war der Grand Prix in Runde vier beendet. Die Ursache war ein Schaden in der Elektrik, Phil Hill versuchte mehrfach seinen Cooper neu zu starten, was jedoch nicht gelang.
In der fünften Runde überholte Graham Hill Spence und war damit Zweiter. Clark überholte anschließend sowohl Spence als auch Graham Hill und übernahm seinerseits den zweiten Rang. Er schloss in den nächsten sechs Runden den Abstand zum Führenden Surtees und überholte ihn in Runde 13. Dahinter überholte Gurney Spence und schloss auf Graham Hill auf. Unterdessen fiel Brabham mit Motorschaden aus. Clark baute seinen Vorsprung auf die Konkurrenz in den folgenden Runden aus. Surtees, Graham Hill und Gurney blieben eng zusammen und kämpften um den zweiten Platz. Dahinter fuhr mit größerem Abstand Spence. Im Mittelfeld kamen McLaren und Sharp zu Reparaturen an die Box. McLaren setzte das Rennen nach kurzer Zeit fort, schied in Runde 27 jedoch mit Motorschaden aus. Die Arbeiten an Sharps Brabham dauerten länger, er beendete später zwar das Rennen, wurde wegen eines zu großen Rückstandes aber nicht klassifiziert. Auch Amon und Bucknum gaben das Rennen mit Motorschäden auf, bei Bonnier war der Ausfallgrund eine gebrochene Achse.
Bis zur Rennrunde 40 vergrößerte Clark seinen Vorsprung auf Surtees kontinuierlich, bis er durch Schwierigkeiten mit der Kraftstoffeinspritzung zurückfiel. Surtees, Graham Hill und Gurney überholten ihn vier Runden später, danach kam Clark an die Box. Surtees übernahm die Führung, wurde jedoch einen Umlauf später von Graham Hill überholt, der die weiteren Angriffe seiner Kontrahenten abwehrte. Clark setzte das Rennen fort und steuerte sechs Runden später erneut die Box an, da die Störung an seinem Lotus nicht behoben war. Colin Chapman, Teamchef von Lotus, entschied in dieser Situation, dass Clark und Spence die Fahrzeuge tauschen sollten. Das war laut Reglement zwar immer noch erlaubt, allerdings gab es nach einem Fahrerwechsel während des Rennens keine Weltmeisterschaftspunkte mehr. Da Clark mit seinem Lotus in diesem Rennen keine Punkte mehr erzielen konnte, sollte er in dem Fahrzeug von Spence die anderen Titelaspiranten von den vorderen Plätzen verdrängen, sodass sie weniger Punkte für die Fahrerwertung erhielten. Spence lag zu diesem Zeitpunkt auf dem vierten Rang und Clark hatte somit noch gute Chancen die Spitze einzuholen. Allerdings ging der Plan nicht auf, sowohl Spence als auch Clark schieden später im Rennen aus. Clark wurde noch als Siebter gewertet. Dies blieb der letzte Fahrerwechsel innerhalb eines Rennens in der Geschichte der Automobil-Weltmeisterschaft.
In Runde 58 stellte Bandini seinen Ferrari mit Motorschaden ab, Gurney schied in Runde 69 ebenfalls aus. Als auch Clark und Hailwood ihr Rennen mit technischen Defekten beendet hatten, verblieben nur noch sieben Fahrer auf der Strecke. Graham Hill überrundete zum zweiten Mal seinen Teamkollegen Ginther, der eine Runde lang Surtees aufhielt, sodass Graham Hill sich einen Vorsprung aufbaute, der weiter wuchs, als sich Surtees beim Überrunden eines anderen Wagens drehte.
Graham Hill gewann den Großen Preis der USA zum zweiten Mal in Folge mit einer halben Minute Vorsprung auf Surtees. Es war sein zweiter Saisonsieg, nachdem er zuletzt das Auftaktrennen der Saison, den Großen Preis von Monaco gewonnen hatte. Siffert wurde Dritter und erreichte mit einer Runde Rückstand zum ersten Mal das Podium. Erst beim Großen Preis von Großbritannien 1968 kam er erneut unter die ersten drei. Ginther erreichte mit drei Runden Rückstand das Ziel auf Rang vier vor Hansgen und Taylor. Für Hansgen war es die einzige Punkteplatzierung seiner Karriere in der Automobil-Weltmeisterschaft, für Taylor die letzte. BRP erhielt den letzten Punkt als Konstrukteur, da nach dem Saisonende der Rückzug aus der Automobil-Weltmeisterschaft folgte.
In der Fahrerwertung lag Graham Hill mit dem Sieg vor dem Saisonfinale fünf Punkte vor Surtees und neun Punkte vor Clark. Er und Surtees hatten für das letzte Saisonrennen die Chance den Titel aus eigener Kraft zu gewinnen, Clark hatte nur noch theoretische Chancen Weltmeister zu werden. In der Konstrukteurswertung führte Ferrari mit einem Punkt Vorsprung auf B.R.M. und neun Zählern Vorsprung auf Lotus. Alle drei Teams konnten noch den Titel gewinnen, Ferrari und B.R.M. aus eigener Kraft.

## Meldeliste
| Team                        | Nr. | Fahrer          | Chassis      | Motor           | Reifen |
| --------------------------- | --- | --------------- | ------------ | --------------- | ------ |
| Team Lotus                  | 01  | Jim Clark       | Lotus 25     | Climax 1.5 V8   | D      |
| Team Lotus                  | 02  | Jim Clark       | Lotus 33     | Climax 1.5 V8   | D      |
| Team Lotus                  | 02  | Mike Spence     | Lotus 33     | Climax 1.5 V8   | D      |
| Team Lotus                  | 01  | Mike Spence     | Lotus 25     | Climax 1.5 V8   | D      |
| Team Lotus                  | 17  | Walt Hansgen    | Lotus 33     | Climax 1.5 V8   | D      |
| Owen Racing Organisation    | 03  | Graham Hill     | BRM P261     | BRM 1.5 V8      | D      |
| Owen Racing Organisation    | 04  | Richie Ginther  | BRM P261     | BRM 1.5 V8      | D      |
| Brabham Racing Organisation | 05  | Jack Brabham    | Brabham BT11 | Climax 1.5 V8   | D      |
| Brabham Racing Organisation | 06  | Dan Gurney      | Brabham BT7  | Climax 1.5 V8   | D      |
| North American Racing Team  | 07  | John Surtees    | Ferrari 158  | Ferrari 1.5 V8  | D      |
| North American Racing Team  | 07  | John Surtees    | Ferrari 156  | Ferrari 1.5 V6  | D      |
| North American Racing Team  | 08  | John Surtees    | Ferrari 1512 | Ferrari 1.5 B12 | D      |
| North American Racing Team  | 08  | Lorenzo Bandini | Ferrari 1512 | Ferrari 1.5 B12 | D      |
| Cooper Car Company          | 09  | Bruce McLaren   | Cooper T73   | Climax 1.5 V8   | D      |
| Cooper Car Company          | 10  | Phil Hill       | Cooper T73   | Climax 1.5 V8   | D      |
| British Racing Partnership  | 11  | Innes Ireland   | BRP Mk2      | BRM 1.5 V8      | D      |
| British Racing Partnership  | 12  | Trevor Taylor   | BRP Mk2      | BRM 1.5 V8      | D      |
| Reg Parnell Racing          | 14  | Mike Hailwood   | Lotus 25     | BRM 1.5 V8      | D      |
| Reg Parnell Racing          | 15  | Chris Amon      | Lotus 25     | BRM 1.5 V8      | D      |
| Rob Walker Racing Team      | 16  | Joakim Bonnier  | Brabham BT7  | Climax 1.5 V8   | D      |
| Rob Walker Racing Team      | 22  | Joseph Siffert  | Brabham BT11 | BRM 1.5 V8      | D      |
| Rob Walker Racing Team      | 23  | Hap Sharp       | Brabham BT11 | BRM 1.5 V8      | D      |
| Honda R&D Co.               | 25  | Ronnie Bucknum  | Honda RA271  | Honda 1.5 V12   | D      |

Anmerkungen
1. 1 2 3 4  Clark fuhr beide Wagen in den Trainingssitzungen und begann das Rennen mit dem Lotus 25 mit der Startnummer 1. In Runde 49 wechselten er und Spence die Wagen.
2. 1 2  Surtees fuhr den Ferrari 158 und den Ferrari 156 mit der Nummer 7 in den Trainingssitzungen und den Ferrari 158 im Rennen.
3. 1 2  Der Ferrari 1512 war für beide Fahrer gemeldet, Bandini fuhr ihn in den Trainingssitzungen und im Rennen.

## Klassifikationen

### Startaufstellung
| Pos. | Fahrer          | Konstrukteur   | Zeit    | Ø-Geschwindigkeit | Start |
| ---- | --------------- | -------------- | ------- | ----------------- | ----- |
| 01   | Jim Clark       | Lotus-Climax   | 1:12,65 | 183,39 km/h       | 01    |
| 02   | John Surtees    | Ferrari        | 1:12,78 | 183,07 km/h       | 02    |
| 03   | Dan Gurney      | Brabham-Climax | 1:12,90 | 182,77 km/h       | 03    |
| 04   | Graham Hill     | B.R.M.         | 1:12,92 | 182,72 km/h       | 04    |
| 05   | Bruce McLaren   | Cooper-Climax  | 1:13,10 | 182,27 km/h       | 05    |
| 06   | Mike Spence     | Lotus-Climax   | 1:13,33 | 181,69 km/h       | 06    |
| 07   | Jack Brabham    | Brabham-Climax | 1:13,63 | 180,95 km/h       | 07    |
| 08   | Lorenzo Bandini | Ferrari        | 1:13,83 | 180,46 km/h       | 08    |
| 09   | Joakim Bonnier  | Brabham-Climax | 1:14,07 | 179,88 km/h       | 09    |
| 10   | Innes Ireland   | BRP-B.R.M.     | 1:14,35 | 179,20 km/h       | 10    |
| 11   | Chris Amon      | Lotus-B.R.M.   | 1:14,43 | 179,01 km/h       | 11    |
| 12   | Joseph Siffert  | Brabham-B.R.M. | 1:14,65 | 178,48 km/h       | 12    |
| 13   | Richie Ginther  | B.R.M.         | 1:14,67 | 178,43 km/h       | 13    |
| 14   | Ronnie Bucknum  | Honda          | 1:14,90 | 177,89 km/h       | 14    |
| 15   | Trevor Taylor   | BRP-B.R.M.     | 1:15,30 | 176,94 km/h       | 15    |
| 16   | Mike Hailwood   | Lotus-B.R.M.   | 1:15,65 | 176,12 km/h       | 16    |
| 17   | Walt Hansgen    | Lotus-Climax   | 1:15,90 | 175,54 km/h       | 17    |
| 18   | Hap Sharp       | Brabham-B.R.M. | 1:18,23 | 170,31 km/h       | 18    |
| 19   | Phil Hill       | Cooper-Climax  | 1:19,63 | 167,32 km/h       | 19    |

### Rennen
| Pos. | Fahrer                | Konstrukteur   | Runden | Stopps | Zeit        | Start | Schnellste Runde |
| ---- | --------------------- | -------------- | ------ | ------ | ----------- | ----- | ---------------- |
| 01   | Graham Hill           | B.R.M.         | 110    | 0      | 2:16:38,00  | 04    | 1:13,4           |
| 02   | John Surtees          | Ferrari        | 110    | 0      | + 30,50     | 02    | 1:13,3           |
| 03   | Joseph Siffert        | Brabham-B.R.M. | 109    | 0      | + 1 Runde   | 12    | 1:14,5           |
| 04   | Richie Ginther        | B.R.M.         | 107    | 0      | + 3 Runden  | 13    | 1:15,4           |
| 05   | Walt Hansgen          | Lotus-Climax   | 107    | 0      | + 3 Runden  | 17    | 1:15,3           |
| 06   | Trevor Taylor         | BRP-B.R.M.     | 106    | 0      | + 4 Runden  | 15    | 1:16,3           |
| 07   | Mike Spence Jim Clark | Lotus-Climax   | 102    | 1      | + 8 Runden  | 06    | 1:14,1           |
| 08   | Mike Hailwood         | Lotus-B.R.M.   | 101    | 0      | + 9 Runden  | 16    | 1:14,6           |
| –    | Dan Gurney            | Brabham-Climax | 69     | 0      | DNF         | 03    | 1:13,5           |
| –    | Hap Sharp             | Brabham-B.R.M. | 65     | 1      | + 45 Runden | 18    | 1:18,7           |
| –    | Lorenzo Bandini       | Ferrari        | 58     | 0      | DNF         | 08    | 1:14,8           |
| –    | Jim Clark Mike Spence | Lotus-Climax   | 54     | 2      | DNF         | 01    | 1:12,7 (81.)     |
| –    | Ronnie Bucknum        | Honda          | 50     | 0      | DNF         | 14    | 1:15,5           |
| –    | Chris Amon            | Lotus-B.R.M.   | 47     | 0      | DNF         | 11    | 1:14,5           |
| –    | Joakim Bonnier        | Brabham-Climax | 37     | 0      | DNF         | 09    | 1:15,0           |
| –    | Bruce McLaren         | Cooper-Climax  | 27     | 1      | DNF         | 05    | 1:13,8           |
| –    | Jack Brabham          | Brabham-Climax | 14     | 0      | DNF         | 07    | 1:14,1           |
| –    | Phil Hill             | Cooper-Climax  | 4      | 0      | DNF         | 19    | 1:17,9           |
| –    | Innes Ireland         | BRP-B.R.M.     | 2      | 0      | DNF         | 10    | 1:18,1           |

## WM-Stände nach dem Rennen
Die ersten sechs des Rennens bekamen 9, 6, 4, 3, 2, 1 Punkte. Es zählten nur die sechs besten Ergebnisse aus zehn Rennen. In der Konstrukteurswertung zählten dabei nur die Punkte des bestplatzierten Fahrers eines Teams.

### Fahrerwertung
| Pos. | Fahrer              | Konstrukteur            | Punkte  |
| ---- | ------------------- | ----------------------- | ------- |
| 01   | Graham Hill         | B.R.M.                  | 39 (41) |
| 02   | John Surtees        | Ferrari                 | 34      |
| 03   | Jim Clark           | Lotus-Climax            | 30      |
| 04   | Richie Ginther      | B.R.M.                  | 23      |
| 05   | Lorenzo Bandini     | Ferrari                 | 19      |
| 06   | Bruce McLaren       | Cooper-Climax           | 13      |
| 07   | Peter Arundell      | Lotus-Climax            | 11      |
| 08   | Jack Brabham        | Brabham-Climax          | 11      |
| 09   | Dan Gurney          | Brabham-Climax          | 10      |
| 10   | Joseph Siffert      | Lotus-B.R.M. / Brabham  | 7       |
| 11   | Bob Anderson        | Brabham-Climax          | 5       |
| 12   | Tony Maggs          | B.R.M.                  | 4       |
| 13   | Innes Ireland       | BRP-B.R.M.              | 4       |
| 14   | Joakim Bonnier      | Cooper-Climax / Brabham | 3       |
| 15   | Chris Amon          | Lotus-B.R.M.            | 2       |
| 16   | Maurice Trintignant | B.R.M.                  | 2       |
| 17   | Walt Hansgen        | Lotus-Climax            | 1       |
| 18   | Mike Hailwood       | Lotus-B.R.M.            | 1       |

| Pos. | Fahrer                    | Konstrukteur    | Punkte |
| ---- | ------------------------- | --------------- | ------ |
| 19   | Phil Hill                 | Cooper-Climax   | 1      |
| 20   | Mike Spence               | Lotus-Climax    | 1      |
| 21   | Trevor Taylor             | BRP-B.R.M.      | 1      |
| 22   | Giancarlo Baghetti        | B.R.M.          | 0      |
| 23   | Gerhard Mitter            | Lotus-Climax    | 0      |
| 24   | Ludovico Scarfiotti       | Ferrari         | 0      |
| 25   | Ronnie Bucknum            | Honda           | 0      |
| 25   | Hap Sharp                 | Brabham-B.R.M.  | 0      |
| 26   | Peter Revson              | Lotus-B.R.M.    | 0      |
| 27   | John Taylor               | Cooper-Ford     | 0      |
| –    | Carel Godin de Beaufort † | Porsche         | 0      |
| –    | André Pilette             | Scirocco-Climax | 0      |
| –    | Ian Raby                  | Brabham-B.R.M.  | 0      |
| –    | Frank Gardner             | Brabham-Ford    | 0      |
| –    | Edgar Barth               | Cooper-Climax   | 0      |
| –    | Jochen Rindt              | Brabham-B.R.M.  | 0      |
| –    | Mário de Araújo Cabral    | A.T.S.          | 0      |

### Konstrukteurswertung
| Pos. | Konstrukteur   | Punkte  |
| ---- | -------------- | ------- |
| 01   | Ferrari        | 43      |
| 03   | B.R.M.         | 42 (51) |
| 02   | Lotus-Climax   | 36 (37) |
| 04   | Brabham-Climax | 21      |
| 05   | Cooper-Climax  | 16      |
| 06   | Brabham-B.R.M. | 7       |
| 07   | Lotus-B.R.M.   | 3       |

| Pos. | Konstrukteur    | Punkte |
| ---- | --------------- | ------ |
| 08   | BRP-B.R.M.      | 3      |
| 09   | Cooper-Ford     | 0      |
| 10   | Honda           | 0      |
| –    | Porsche         | 0      |
| –    | Scirocco-Climax | 0      |
| –    | A.T.S.          | 0      |